# Tournefortia
- Commons
- Wikispecies

Tournefortia L. é um gênero de plantas pertencente à família Boraginaceae.

## Sinonímia
| - Argusia Boehm. - Ceballosia G. Kunkel, nom. invl. - Mallotonia (Griseb.) Britton - Messerschmidia Hebenstr. | - Messerschmidia Roem. & Schult. - Messersmidia L., var. ort. - Spilocarpus Lem. |

## Espécies
- Tournefortia acclinis
- Tournefortia acuminata
- Tournefortia acutiflora
- Tournefortia acutifolia
- Lista completa

## Classificação do gênero
| Sistema | Classificação                      | Referência               |
| ------- | ---------------------------------- | ------------------------ |
| Linné   | Classe Pentandria, ordem Monogynia | Species plantarum (1753) |